# نیکولای روتارو
نیکولای روتارو (انگلیسی: Nicolae Rotaru؛ زادهٔ ۱۶ ژوئیهٔ ۱۹۳۵) ورزشکار ورزش تیراندازی اهل رومانی است.
از باشگاه‌هایی که در آن بازی کرده‌است می‌توان به باشگاه والیبال دینامو بخارست اشاره کرد.
وی در مسابقات کشوری و بین‌المللی در مجموع برندهٔ ۱ مدال برنز شده‌است.